# Joseph Haydn
Franz Joseph Haydn (31 tháng 3 năm 1732 – 31 tháng 5 năm 1809) là một nhà soạn nhạc người Áo và là một trong những nhà soạn nhạc xuất chúng của nền âm nhạc cổ điển, còn được gọi là "người cha của giao hưởng" và "cha đẻ của tứ tấu dây". Ông cũng có nhiều đóng góp cho thể loại tam tấu piano và hình thức sonata.
Trong thời kỳ dài sinh sống ở Áo, Haydn là một nhà soạn nhạc cung đình cho gia tộc Eszterházy. Tách biệt với các nhà soạn nhạc và các xu hướng âm nhạc khác cho đến tận cuối đời. Ông cũng là thầy dạy của Wolfgang Amadeus Mozart và của Ludwig van Beethoven.
Joseph Haydn là anh của Michael Haydn, cũng là một nhà soạn nhạc được tôn kính, và Johann Evangelist Haydn một ca sĩ.

## Tiểu sử

### Thời trẻ

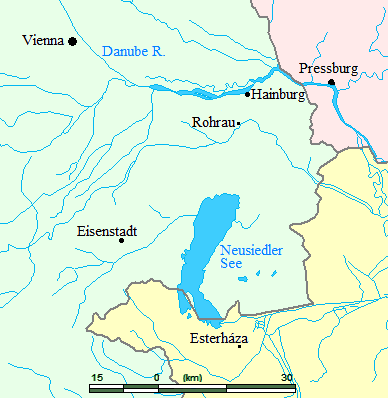
Bản đồ những nơi Joseph Haydn từng sinh sống

Joseph Haydn sinh ở một làng thuộc Rohrau của Áo gần biên giới Hungary. Cha của ông là Mathias Haydn, chủ một tiệm sửa xe kéo và sau này chịu trách nhiệm cho một chợ làng. Mẹ của Haydn, bà Maria Koller là một nhà tạo hình, trước kia từng làm đầu bếp cho dinh thự của Bá tước Harrach - người đứng đầu trong giới quý tộc làng Rohrau. Cả cha và mẹ ông đều không có khả năng xướng âm, tuy nhiên ông Mathias là một nhạc sĩ nhạc folk nhiệt tình, khoảng thời gian đi làm thuê thời trai trẻ đã dạy ông cách chơi đàn hạc. Theo hồi tưởng của Haydn thì gia đình ông thời thơ ấu luôn ngập tràn âm nhạc, họ thường xuyên hát với nhau và đôi khi hát với hàng xóm.
Cha mẹ Haydn sớm nhận ra tài năng âm nhạc của ông và cũng không khó để họ nhận thấy rằng ông sẽ không thể nào phát huy hết khả năng của mình nếu cứ ở trong làng Rohrau mãi. Chính vì lý do đó mà họ đã chấp nhận lời đề nghị của Johann Matthias Frankh, một người bà con đồng thời cũng là hiệu trưởng và còn là nhạc trưởng của một nhạc viện tại Hainburg. Qua đó Haydn có thể sống trọ tại nhà ông và được ông dạy thêm về âm nhạc. Sau đó Haydn đã lên đường đi đến Hainburg (cách Rohrau 7 dặm), và kể từ đó ông mãi mãi không bao giờ được sống cùng cha mẹ nữa, khi đó Haydn được 6 tuổi.
Sống chung nhà với Frankh không phải là một chuyện đơn giản đối với một cậu bé như Haydn, cậu thường xuyên bị bỏ đói và chịu nhiều đau khổ khác. Tuy nhiên, con đường âm nhạc của Haydn cũng bắt đầu từ đây, ông mau chóng sử dụng được đàn vĩ cầm và đàn clavico. Không lâu sau, vào một ngày Chủ nhật đẹp trời nọ, người dân Hainburg cũng được nghe giọng ca của Haydn vang lên trong dàn hợp xướng của nhà thờ.
Giọng ca của Joseph Haydn có thể cuốn hút mạnh mẽ nhiều người, và Georg von Reutter là một trong số đó. Ông là giám đốc âm nhạc của Nhà thờ Thánh Stephen tại Viên, trong chuyến đi về các vùng quê của nước Áo để tìm kiếm những nam "viên ngọc thô" trong đội hát kinh, giọng ca của Haydn đã khiến ông phải trầm trồ thán phục. Haydn cuối cùng cũng vượt qua được kỳ sát hạch của Reutter, và sau đó nhanh chóng chuyển đến thành phố Wien, nơi ông hát ròng rã trong chín năm kế tiếp, và làm việc bốn năm nữa trong công ty của em trai ông, Michael Haydn.
Cũng giống như Frankh trước đó, Reutter không thường xuyên quan tâm đến tình trạng ăn uống của Haydn như thế nào. Cậu trẻ Haydn chỉ được quan tâm đến trước mỗi buổi diễn ở sân khấu âm nhạc, nơi các ca sĩ đôi khi có dịp được ăn một cách ngấu nghiến món ăn nhẹ của mình cho đỡ đói. Reutter cũng ít có những hoạt động để giúp phát triển tài năng của các học trò của mình. Tuy nhiên, Nhà thờ Thánh Stephen là một trong những học viện âm nhạc đứng đầu châu Âu lúc bấy giờ với vô số các màn trình diễn âm nhạc mới lạ, đặc sắc do những nhà soạn nhạc hàng đầu biên soạn. Haydn nhờ đó cũng được học hỏi rất nhiều bằng các hình thức quan sát, theo dõi hay đơn giản như xin được phục vụ các nhạc công, nhạc sĩ chuyên nghiệp nơi đây.

### Kiếm sống như một nghệ sĩ tự do

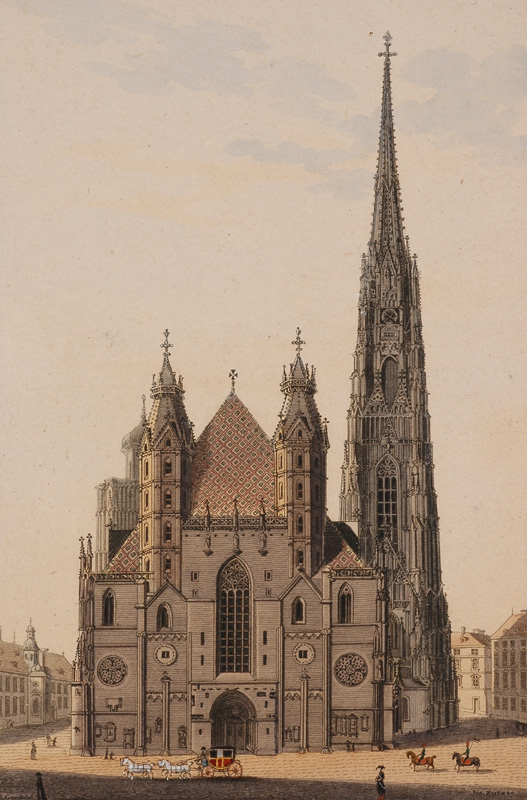
Nhà thờ Thánh Stephen, Viên, Áo

Vào năm 1749, Haydn đã quá lớn để có thể hát trong các dàn hợp xướng nữa, vì cớ đó mà ông bị sa thải. Ông đành phải lang thang trên các con phố để kiếm sống mà chẳng có nổi một chốn nương thân. Nhưng cuối cùng thần may mắn cũng mỉm cười với Haydn, ông làm quen được với Johann Michael Spangler, người này đã cho ông ở chung căn phòng vốn đã đông đúc của gia đình mình chỉ vài tháng sau đó. Haydn ngay lập tức bắt đầu sự nghiệp đầy gian truân của mình với công việc của một nghệ sĩ tự do.
Trong suốt quãng thời gian khó nhọc này, Haydn làm nhiều việc khác nhau: từ một giáo viên nhạc đến người hát khúc nhạc chiều và cuối cùng là phụ tá cho Nicola Porpora - một soạn giả lừng danh người Ý; Haydn học được "những nguyên tắc thật sự của một tác phẩm".
Khi đã trở thành thành viên của một dàn đồng ca, Haydn không hề nhận được sự huấn luyện nghiêm túc nào về các bài học lý thuyết âm nhạc cũng như được làm quen với các tác phẩm hay, ông nhận thấy đó là một sự lãng phí thời gian. Để cải thiện thêm khả năng của mình, ông đã cố thực hành thêm giai điệu cho các bản nhạc dựa trên các bài tập trong cuốn Gradus ad Parnassum của Johann Joseph Fux, và cẩn thận học theo các tác phẩm của Philipp Emanuel Bach - người mà sau này Haydn công nhận là có tầm ảnh hưởng quan trọng với ông.
Khi đã có nhiều tiến bộ, Haydn bắt đầu được biết đến trong giới nhạc sĩ, đầu tiên với tư cách là tác giả của vở opera Der krumme Teufel (tạm dịch: Con quỷ ẻo lả). Tác phẩm này được viết cho diễn viên hài Johann Joseph Felix Kurz, người được khán giả sân khấu biết đến nhiều hơn với cái tên "Bernardon". Công việc của ông thành công nhất ở năm 1753 bởi các nhân viên kiểm duyệt. Haydn biết điều đó nhưng không hề tức giận, ông chỉ đơn giản đem những tác phẩm không được đăng ký của mình ra xuất bản và bày bán ở các cửa hàng nội địa.
Với sự thăng tiến của mình trong xã hội, Haydn được sự tài trợ từ các nhà quý tộc lúc bấy giờ, đây là một việc rất quan trọng trong sự nghiệp soạn giả của ông. Bà Bá tước Thun, sau khi thưởng thức một trong các tác phẩm của Haydn, đã cho gọi ông đến và bổ nhiệm ông làm thầy dạy hát và đàn cho bà. Năm 1756, Nam tước Carl Josef Fürnberg chọn Haydn phục vụ trong điền trang của mình - Weinzierl - nơi Haydn viết những bản tứ tấu của mình bằng đàn dây. Sau này Fürnberg giới thiệu Haydn đến với Bá tước Morzin, vào năm 1757, ông này trở thành ông chủ đầu tiên mà Haydn làm việc cho toàn thời gian.

### Những năm tháng là một "Kapellmeister"

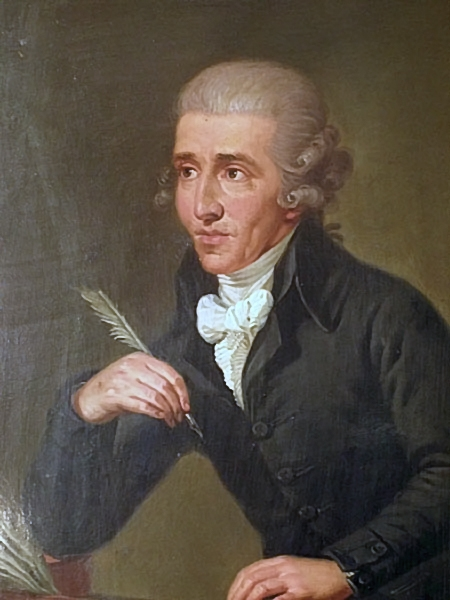
Ảnh chân dung Joseph Haydn do Ludwig Guttenbrunn thể hiện vào năm 1770

Bá tước Morzin gọi công việc của Haydn khi phục vụ cho ông là Kapellmeister, hay "giám đốc âm nhạc". Ông chỉ huy một ban nhạc nhỏ của bá tước và đồng thời viết bản giao hưởng đầu tiên cho đội nhạc công này.
Năm 1760, nhờ các mối quan hệ trong công việc của một Kapellmeister, Joseph Haydn đã kết hôn. Vợ ông tên là Maria Anna Aloysia Apollonia Keller (1729–1800), chị gái của Theresa (1733-?), người mà Haydn từng yêu say đắm trước đó. Cuộc hôn nhân của họ không mấy hanh phúc, nhưng vào thời đó luật pháp không cho ly dị nên mà cả hai đành phải chịu đựng. Hai người không sinh con, và cả hai đều có người tình riêng.
Khi tình hình tài chính của Bá tước Morzin rơi vào khủng hoảng, Haydn buộc phải giã từ sự nghiệp âm nhạc của mình. May mắn thay, Haydn nhanh chóng nhận một công việc tương tự vào năm 1761, lần này ông là "phó Kapellmeister" cho gia tộc Esterházy, một trong những gia đình có thế lực và quan trọng nhất trong Đế chế Áo lúc bấy giờ. Khi Gregor Werner - Kapellmeister tiền nhiệm - qua đời vào năm 1766, Joseph Haydn được trao chức Kapellmeister.

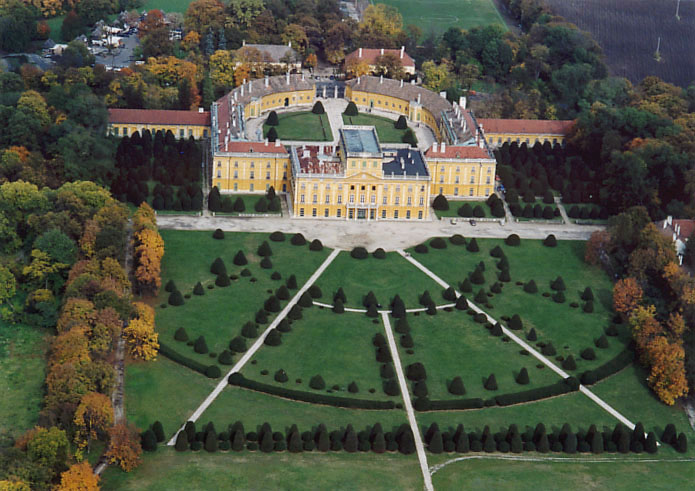
Dinh thự Eszterháza từ trên cao

Như một "thành viên chính thức" của Gia tộc Esterházy, ông được mặc trang phục truyền thống của họ mỗi khi đi cùng họ, quan trọng nhất là lần ông cùng gia đình này về trang trại lâu đời thuộc dinh thự Schloss Esterházy ở Eisenstadt và sau này là Eszterháza, một dinh thự tráng lệ mới được xây tại vùng thôn quê Hungary vào năm 1760. Haydn có rất nhiều việc quan trọng phải làm, bao gồm soạn những bản giao hưởng mới, điều hành ban nhạc của Gia tộc Esterházy, chơi nhạc cho ông bầu đồng thời cũng là khách quen của ông, và cuối cùng là đối mặt với áp lực từ công việc sản xuất nhạc opera. Mặc cho áp ực công việc quá cao như vậy, nhưng nó là một cơ hội hấp dẫn để Haydn dễ dàng thăng tiến. Những hoàng tử trong Gia tộc Esterházy (anh cả là Paul Anton, kế đến là Nikolaus I) là những người am hiểu âm nhạc sâu sắc, do đó họ đánh giá cao công việc của Haydn và quyết định giao thêm công việc hằng ngày cho cái ban nhạc giao hưởng nho nhỏ của ông.
Trong suốt gần 30 năm phục vụ tại cung đình Esterházy, Haydn đã cho ra một "cơn lốc" những tác phẩm, phong cách âm nhạc của ông cũng ngày một phát triển. Công chúng cũng biết đến các tác phẩm của ông nhiều hơn. Dần dần, Haydn viết các bản giao hưởng dành cho cộng đồng cũng nhiều như cho ông chủ của mình, một vài tác phẩm quan trọng được ra đời trong giai đoạn này, điển hình là bản Paris symphonies (1785–1786), hay phiên bản cổ điển của tác phẩm The Seven Last Words of Christ (1786) được giới quý tộc nước ngoài đặt hàng.
Mặc dù vậy, về sau Haydn bắt đầu cảm thấy biệt lập và cô đơn, cũng vì ông đã tiêu tốn hầu hết những năm dài tại Esterháza, nơi này quá xa Wien, xa hơn so với nơi gần hơn là Eisenstadt. Haydn rất mong đợi được trở lại Wien, nơi có bạn bè và người thân của ông ở đó.

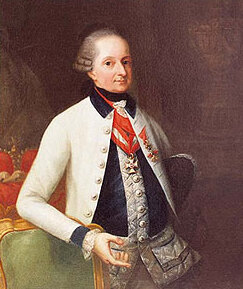
Hoàng tử Nikolaus Esterházy, ông bầu quan trọng nhất của Haydn

Trong số đó có một người rất quan trọng với Haydn, đó là bà Maria Anna von Genzinger (1750-1793), vợ của Hoàng tử Nikolaus sống tại Wien, người sau này trở nên gần gũi, có lý tưởng thuần khiết và là người một nhà với ông vào năm 1789. Haydn tường hay viết thư cho Maria, thổ lộ sự cô đơn trống vắng của ông tại Esterháza và qua đó bày tỏ niềm hạnh phúc của ông mỗi khi có dịp được ghé thăm bà tại Wien; sau này Haydn viết thư cho bà thường xuyên từ London. Cái chết sớm của bà vào năm 1793 là một cú sốc nặng với ông, và bản giao hưởng F minor variations từ piano của ông kể về cái chết của bà.
Một người bạn khác của Haydn ở Wien là Wolfgang Amadeus Mozart, ông gặp người này vào năm 1784. Theo lời kể của Michael Kelly và một số người thì hai nhà soạn nhạc danh tiếng này đã cũng nhau chơi đàn tứ tấu. Haydn đã thật sự ấn tượng trước tài năng của Mozart và ca ngợi không tiếc lời với mọi người về ông này. Hiển nhiên là Mozart cũng rất quý trọng Haydn, điều này thể hiện qua sáu bản tứ tấu mà ông tặng cho Haydn, ngày nay nó được gọi là Những bản tứ tấu "Haydn". Muốn biết thêm chi tiết, xem Haydn và Mozart.

### Những chuyến đi đến London
Năm 1790, Hoàng tử Nikolaus qua đời, ông được một người không hề thích âm nhạc thừa kế, người này sau đó giải tán đội nhạc trong cung điện và chỉ chấp nhận trả cho Haydn một số tiền nhỏ gọi là "lương hưu". Hết nhiệm vụ, Haydn nhận được lời mời từ Johann Peter Salomon, một ông bầu người Đức, đến viếng thăm nước Anh và dẫn dắt một ban nhạc lớn chơi những bản giao hưởng mới.
Hai chuyến đi (1791-1792) và (1794-1795) của Haydn thành công rực rỡ. Khán thính giả lũ lượt đến xem những buổi diễn của ông; sự nổi tiếng của ông cũng tỉ lệ thuận với mức lợi nhuận sau mỗi buổi trình diễn. Charles Burney kể về buổi hòa tấu đầu tiên:"Một mình Haydn chơi đàn dương cầm; âm hưởng của nó làm cho tất cả khán giả phải giật mình, giống như họ được nghe một loại nhạc cụ khác với bất cứ loại nhạc cụ nào họ đã từng nghe trên nước Anh."

## Nhạc cụ
Một cây đàn fortepiano hiệu “Anton Walter in Wien” mà Haydn từng được nhà soạn nhạc sử dụng hiện được trưng bày ở Haydn-Haus ở Eisenstadt. Tại Viên năm 1788 nhà soạn nhạc đã mua cho mình một cây đàn fortepiano do Wenzel Schantz chế tạo. Khi Haydn đến thăm London lần đầu tiên, nhà chế tạo đàn piano người Anh John Broadwood đã gửi tặng cho ông một cây đại dương cầm.

### Danh sách đĩa nhạc
- Alan Curtis. Joseph Haydn. Keyboard Sonatas. Fortepiani 1796 Walter, 1790 Schantz
- Ronald Brautigam with Concerto Copenaghen under Lars Ulrik Mortensen. Joseph Haydn Concertos. Fortepiano Walter (Paul McNulty)
- Robert Levin with Vera Beths and Anner Bylsma. Joseph Haydn. The Last 4 Piano Trios: H 15 no 27-30. Fortepiano Walter (Paul McNulty)
- Andreas Staier. Joseph Haydn. Sonatas and Variations. Fortepiano Walter (Christopher Clarke)
- Jos van Immerseel. Wolfgang Amadeus Mozart, Joseph Haydn. Fortepiano Sonatas. Fortepiano Walter (Christopher Clarke)

## Mối quan hệ với Mozart
Khoảng năm 1781 Haydn đã có mối quan hệ bạn hữu với Mozart.

## Các tác phẩm
- Thể loại giao hưởng:

Giao hưởng số 6: Buổi sáng
Giao hưởng số 7: Buổi trưa
Giao hưởng số 8: Buổi chiều
Giao hưởng số 31: Bản giao hưởng với các tín hiệu của kèn Cor
Giao hưởng số 44: Tang lễ
Giao hưởng số 45: Từ biệt
Giao hưởng số 82-87: 6 giao hưởng Paris
Giao hưởng số 92: Giao hưởng Oxford
12 giao hưởng London
- Nhiều Bộ lễ và Oratorio "Stabat Mater", "Creation", "Seasons",...
- 6 tứ tấu Nga
- Concerto dành cho đàn phím, cung Rê thứ

## Những người cùng thời
- Luigi Boccherini
- Andrea Luchesi – Luchesi authorship controversy
- Giovanni Battista Cirri
- Gottfried van Swieten
- Johann Peter Salomon

### Các chủ đề đặc biệt
- A page of anecdotes about Haydn Lưu trữ ngày 24 tháng 4 năm 2006 tại Wayback Machine from anecdotage.com